# 沙伊布勒山
47°03′31″N 10°13′19″E / 47.05861°N 10.22194°E

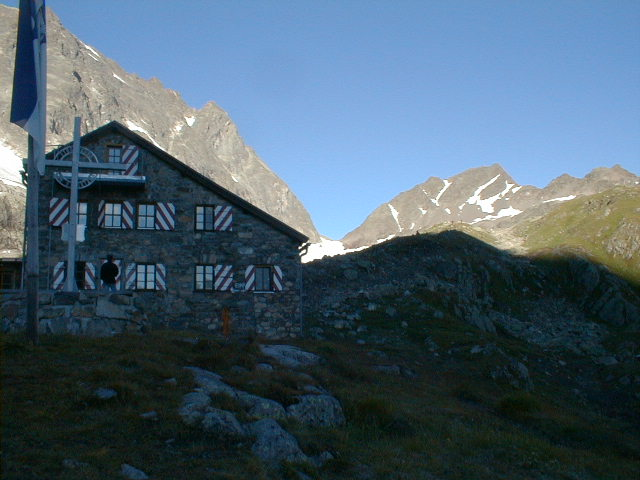

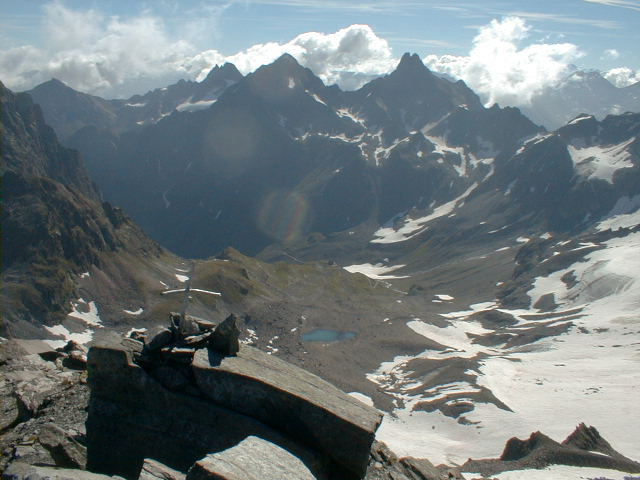

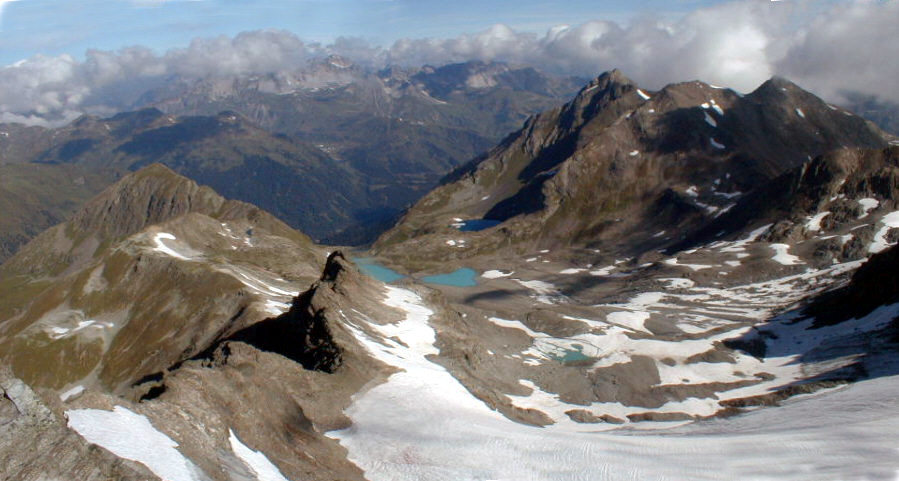

沙伊布勒山（德語：Scheibler），是奧地利的山峰，位於該國西南部，由蒂羅爾州負責管轄，屬於韋爾瓦爾阿爾卑斯山脈的一部分，處於阿爾山麓聖安東和伊施格爾之間，海拔高度2,978米。